# NGC 4764
NGC 4764 في الفهرس العام الجديد، هي مجرة، تقع في كوكبة العذراء. اكتشفت في مارس 1882 بواسطة فيلهلم تمبل.

## روابط خارجية
- NGC 4764 على موقع ويكي سكاي: DSS2, SDSS, GALEX, IRAS, Hydrogen α, X-Ray, Astrophoto, Sky Map, Articles and images